# Splatterhouse 2
Splatterhouse 2 è un videogioco d'azione a tema survival horror prodotto nel 1992 da Namco. Seguito di Splatterhouse, il titolo riprende la trama del primo capitolo della saga.

## Trama
Splatterhouse 2 è ambientato tre mesi dopo le vicende del suo predecessore. Nel videogioco il protagonista, Rick Taylor, deve salvare Jennifer e distruggere la casa in cui si svolgono gli eventi del gioco.

## Modalità di gioco
Il titolo presenta lo stesso gameplay di Splatterhouse. Sono presenti le stesse tipologie di armi del primo titolo, ad eccezione della motosega e dei flaconi incendiari.
In Splatterhouse 2 Rick non indossa più una maschera da hockey su ghiaccio. Nella versione giapponese il protagonista ha una maschera kabuki, mentre nella versione internazionale è stata sostituita da un teschio.